# Piazza del Plebiscito
Piazza del Plebiscito (ou Largo di Palazzo ou Foro Regio) (en français : « place du Plébiscite ») est la place de Naples la plus importante.
Située au cœur de la ville, elle a une superficie de 25 000 m2 bordée par la basilique San Francesco di Paola, le Palais royal, le Palazzo Salerno et le Palazzo della Prefettura.
Son nom vient du plébiscite du 21 octobre 1860 qui a permis l'unification italienne.

## Histoire et description

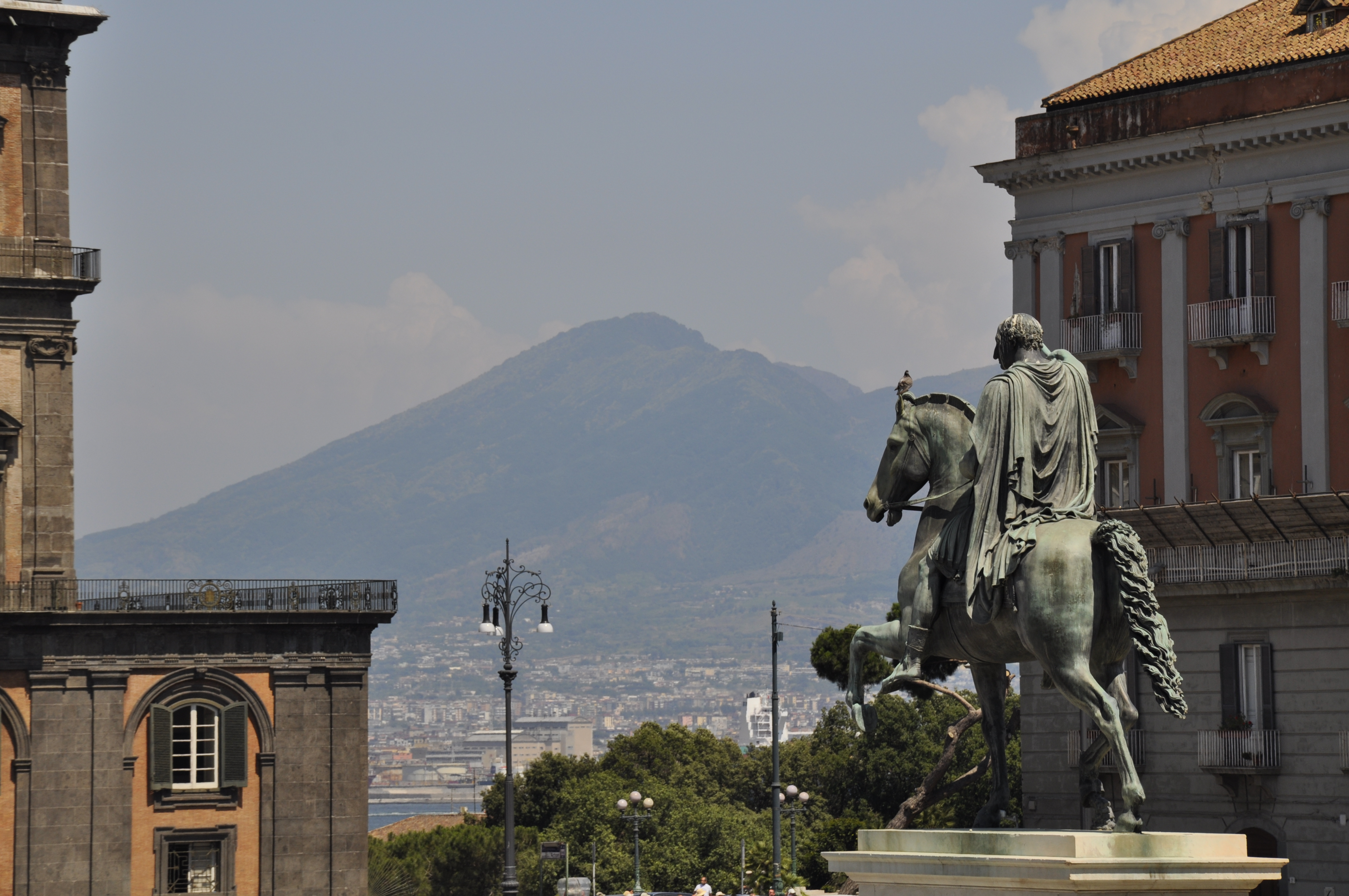
Vue du Vésuve depuis la place.

La piazza del Plebiscito a été pendant des siècles une place où se déroulaient les fêtes populaires autour de dites macchine da festa (machinerie de théâtre) qui étaient périodiquement installées par de grands architectes comme Ferdinando Sanfelice ou Francesco Maresca.
Au début du Seicento (XVIIe siècle italien) la place a été progressivement « régularisée », en partie grâce à la construction du nouveau Palais royal par Domenico Fontana.
À partir du milieu du Settecento (XVIIIe siècle italien), des interventions radicales sont effectuées par les architectes qui travaillaient pour le Palais royal.
Au début de l'Ottocento (XIXe siècle italien) pendant la période napoléonienne, la place change complètement d'aspect et est complètement redessinée à la demande des monarques français. Des édifices religieux sont détruits et remplacés par des palais d'État à corniche, comme le fameux hémicycle dorique en pietra lavica et marbre voulu par Joachim Murat d'après un dessin de Leopoldo Laperuta (construit en 1809), au centre duquel devait prendre place un autre édifice civil consacré aux fastes napoléoniens.
Au centre de la colonnade se trouve l'élément prédominant, la basilique Saint-François-de-Paule, qui a été construite à l'initiative de Ferdinand Ier, comme ex-voto pour avoir reconquis le royaume après la décennie d'occupation française.
Commandée à Pietro Bianchi en 1817, elle est complétée en 1846, dans le plus pur style néo-classique, d'après le Panthéon romain.
Au milieu de la place en face de la basilique, se trouvent les statues équestres de Charles VII de Naples et de Ferdinand Ier. La première est d'Antonio Canova, à qui l'on doit aussi le cheval de la seconde, tandis que la figure du roi a été réalisée par Antonio Calì.
En 1963, une ordonnance communale transforme la place en parking public, afin de faire face à l'accroissement des voitures en ville.
La place remplit cette fonction jusqu'en 1994 et à l'occasion du sommet du G7, l'équipe communale de Bassolino la réhabilite en la rendant aux piétons. Depuis, la Piazza del Plebiscito est devenue le lieu des événements citadins les plus importants, comme celui où se tiennent des discours électoraux, ou bien se donnent des soirées musicales (Festivalbar).
Traditionnellement, chaque année pendant la période de Noël, des œuvres d'art contemporaines sont installées au milieu de la place.
Parmi les artistes ayant exposé, on compte Mimmo Paladino, Richard Serra, Rebecca Horn ou encore Luciano Fabro.